# Giovan Francesco Caroto
Giovan Francesco Caroto (Verona, 1480 circa – Verona, 1555) è stato un pittore italiano.
Allievo di Liberale da Verona, a seguito dei suoi viaggi a Mantova e, soprattutto, a Casale Monferrato, abbandonò progressivamente la tradizione della scuola veronese di pittura per abbracciare le diverse correnti artistiche che all'epoca si imponevano sulla scena, traendo ispirazione da Mantegna, Raffaello, Bernardino Luini e Bramantino. A sua volta, la sua arte influenzò molti pittori veronesi, come Francesco Morone e Francesco Torbido.
Le sue opere sono oggi conservate in tutto il mondo e in particolare al museo di Castelvecchio di Verona. Proprio in questo museo è esposto il suo dipinto più celebre, Fanciullo con disegno, che rappresenta, per l'originalità del soggetto, quasi un unicum nel panorama artistico del suo secolo. Altre sue opere si trovano in alcune chiese della sua città natale, come a San Giorgio in Braida e a San Fermo Maggiore, ma anche in altre città come Firenze, Modena, Budapest e Praga. Le sue spoglie riposano presso la chiesa di Santa Maria in Organo a Verona, accanto a quelle del fratello Giovanni, nella cappella di San Nicolò che, come racconta Vasari, «egli aveva delle sue pitture adornata».

## Biografia

### Infanzia e famiglia

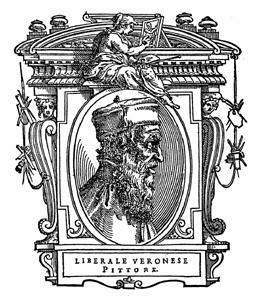
Liberale da Verona, primo maestro di Giovan Francesco Caroto. Illustrazione da Le Vite di Giorgio Vasari, nell'edizione del 1568.

Giovan Francesco Caroto nacque a Verona da una famiglia che si ritiene fosse originaria di Caravaggio e che fosse giunta in riva all'Adige già da alcuni anni, almeno stando ad un'istanza inoltrata il 3 febbraio 1499 dallo zio del pittore, don Stefano di fu Berin Baschi da Caravaggio, cappellano di Santa Maria in Organo, con cui richiedeva al Consiglio di ottenere la cittadinanza veronese poiché già da molti anni viveva qui. In seguito il padre, Pietro Baschi, abbandonò il cognome originario a favore di Caroto verosimilmente per via della spezieria che possedeva in piazza delle Erbe e la cui insegna recava "Caro" o "Charo".
Fratello maggiore di Giovanni Caroto, anch'egli pittore, non sappiamo con certezza quale sia la sua data di nascita a causa di alcune imprecisioni negli estimi e nei documenti anagrafici rinvenuti. In un documento del 1508 viene nominato come «pittore egregio di fu Ser Pietro da Caravaggio che abita a Verona con la famiglia da ventisei anni e più...». Il 1480, anno di nascita generalmente accettato, è dunque frutto della media tra quelli che ricavati dalle varie anagrafi giunte fino a noi: 1478, 1479, 1482.
Da quanto racconta Giorgio Vasari ne Le Vite, una volta che Giovan Francesco ebbe abbandonato gli studi delle arti liberali, divenne allievo del pittore Liberale da Verona insieme ai compagni Antonio da Vendri e Nicola Giolfino. Presso la bottega di Liberale ebbe la possibilità di apprendere un uso vibrante e intenso del colore e la capacità di rappresentare una luminosità dotata di una certa sfumatura, elementi stilistici che poi permarranno nella sua carriera, nonostante la continua tendenza, che lo accompagnerà per tutta la sua carriera, a discostarsi dalla scuola veronese di pittura per lasciarsi contaminare dalle più diverse correnti artistiche con cui avrà occasione di entrare in contatto grazie ai diversi viaggi che intraprenderà nell'Italia settentrionale.

### Primi anni tra Verona e Mantova

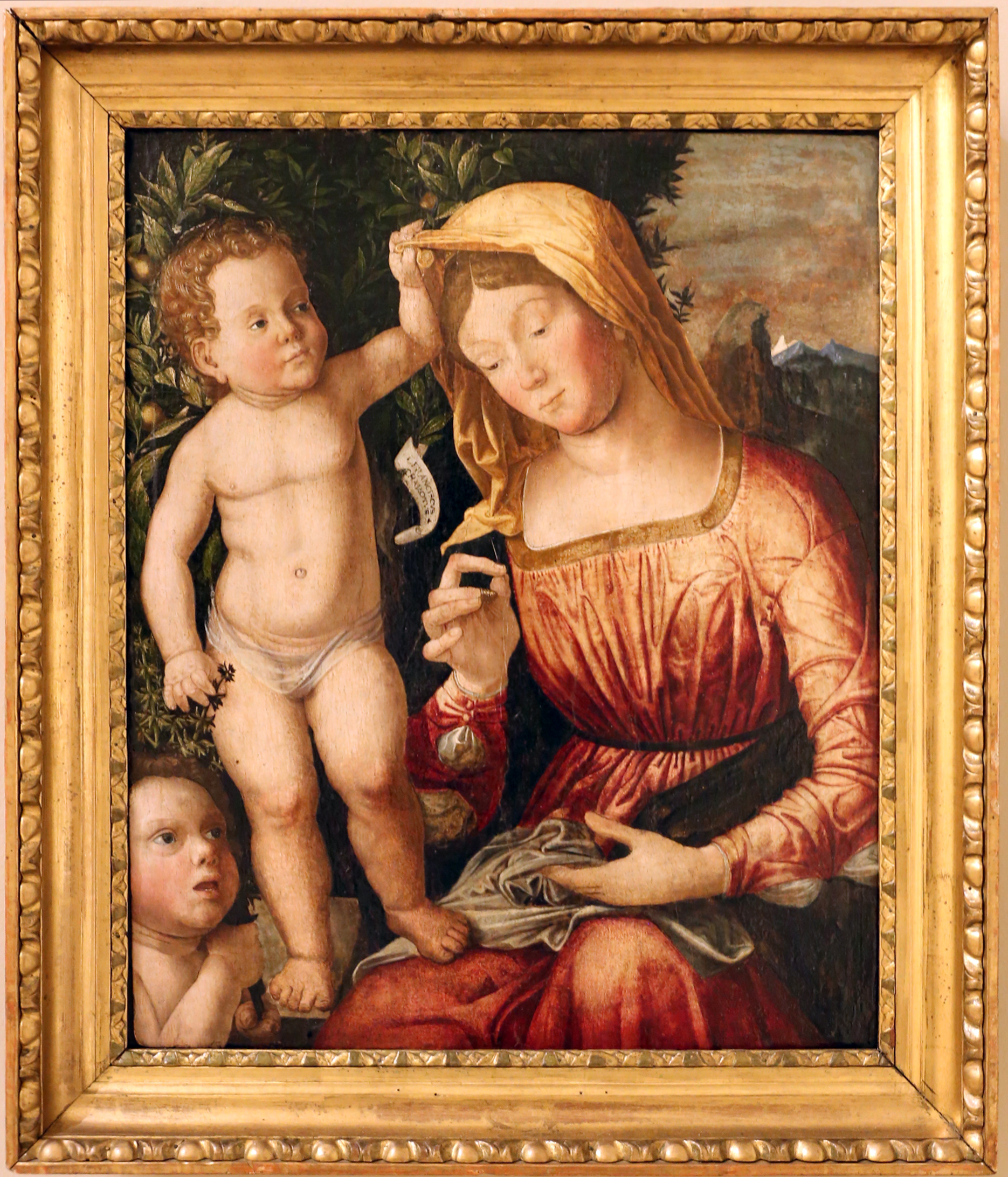
Giovan Francesco Caroto, Madonna cucitrice, 1501, olio su tavola, 48×39 cm, Modena, Galleria Estense. La prima opera di Caroto attribuibile con certezza.

La prima opera pittorica che suole attribuire con certezza a Giovan Francesco è una Madonna cucitrice, realizzata nel 1501 (firmata e datata «J Franciscus Charotus MCCCCCI»), oggi conservata presso la Galleria Estense. Osservando l'opera, e in particolare per la figura della vergine, traspare una chiara ispirazione allo stile del celebre pittore Andrea Mantegna che, pare, abbia frequentato anch'egli la bottega di Liberale in occasione di una sua permanenza a Verona durante la realizzazione della pala d'altare per la chiesa di Santa Maria in Organo. Caroto dovrebbe essere rimasto particolarmente impressionato dal pittore padovano tanto che più volte lo seguirà nella vicina Mantova dove egli era attivo, pur non divenendo mai parte della sua bottega, ma preferendo lavorare sempre in autonomia. Nella città dei Gonzaga, Giovan Francesco, ebbe modo di entrare in contatto con i grandi interpreti dell'arte rinascimentale afferenti alla scuola di Mantova, come Lorenzo Costa il vecchio, non rimanendo insensibile neppure davanti alle opere di un giovanissimo Correggio. Riguardo alla Madonna cucitrice, esiste tutt'oggi una variante firmata sempre da Caroto ma priva di una datazione ed esposta alle Gallerie dell'Accademia di Venezia. Questa variante è stata, un tempo, ritenuta appartenente anch'essa alla produzione giovanile di Giovan Francesco; tuttavia negli ultimi anni la maggioranza della critica tende ad inquadrarla cronologicamente più avanti, viste le contaminazioni di Lotto e del Previtali che qui si possono riscontrare, stili con cui il pittore veronese si confrontò in età più avanzata.
Nel 1502 l'attività artistica di Caroto appare oramai consolidata tanto che è impegnato con la realizzazione di una tela, raffigurante i Santi Caterina, Sebastiano e Rocco, per l'altare maggiore della chiesa di Santa Caterina presso Ognissanti a Verona (edificio non più esistente), lavoro andato perduto. Un estimo relativo alla contrada di Santa Maria in Organo redatto nello stesso anno lo indica come pictor, facendo così presumere che fosse già titolare di una propria bottega. Da qui le tracce biografiche di Giovan Francesco si perdono fino al 1508; un atto notarile ci informa che in quell'anno era già rimasto vedovo a seguito della morte della moglie, la figlia di Baldassarre Gandoni, avvenuta durante il parto del figlio Bernardino. Il triste evento probabilmente lo spinse a recarsi a Milano (si stima intorno al 1507) allo scopo di apprendere lo stile dell'arte lombarda, dove si fermerà per circa un paio di anni per poi farvi spesso comunque ritorno nel corso della sua vita.
Sempre nel 1508 sono documentati diversi suoi lavori: l'Adorazione del Bambino, oggi esposto al museo di Castelvecchio di Verona, una Madonna, ora a Lipsia, e un affresco raffigurante l'Annunciazione per l'oratorio di San Gerolamo di Verona (oggi museo archeologico al teatro romano); in tutti questi lavori è palese l'influenza che ebbero su Giovan Francesco gli stili appresi durante la sua permanenza a Milano. Già da queste sue prime opere si nota quanto Caroto sia, e sempre di più lo sarà, disinteressato a seguire la tradizione pittorica della scuola veneta e veronese preferendo cercare ispirazione verso altri modelli e artisti, quali ad esempio il già citato Lorenzo Costa e Andrea Solari, dimostrando che il suo giovanile interesse verso lo stile del Mantegna fu solo l'inizio di una continua ricerca che si estenderà negli anni verso le varie correnti pittoriche di quasi tutta la penisola italiana. Negli stessi anni riceve la commissione per ridipingere le pareti della cappella Spolverini-Dal Verme all'interno della chiesa di Sant'Eufemia di Verona, in cui rappresentò su due fasce sovrapposte Storie di Tobiolo e Storie dell'Arcangelo Raffaele. Per la stessa cappella dipinse anche la pala d'altare, oggi conservata al museo civico di Castelvecchio, con la rappresentazione dei Tre Arcangeli.

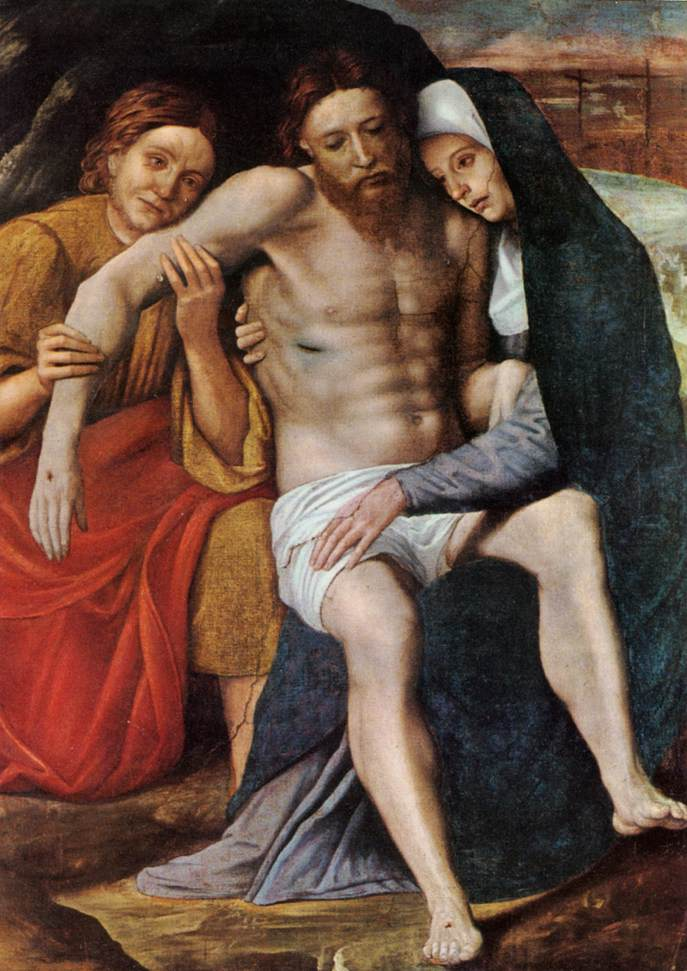
Giovan Francesco Caroto, Pietà della lacrima, olio su tela, 129×98 cm, Verona, museo di Castelvecchio. Secondo lo storico Antonio Avena si notano gli influssi del maestro Liberale da Verona.

Nella prima attività del Caroto è forse possibile anche attribuire la pala d'altare, L'Arcangelo Michele e i Santi Cosma e Damiano, dell'abside della chiesa di Santa Maria della Carità di Mantova, ma i pareri in proposito tra gli storici dell'arte sono assai contrastanti.
Di certa attribuzione, e ben più importante per la sua carriera, è la già citata decorazione dell'estradosso dell'arco trionfale dell'oratorio di San Gerolamo, di cui anche Vasari ne fa menzione e firmata dal pittore veronese con un'iscrizione posta in basso: «A.D. M.D.V.III.I.F CAROTUS FA». In quest'opera il pittore veronese raggiunge i più alti livelli stilistici della sua arte, riuscendo a ricreare un'intimità spirituale tra i personaggi della scena sacra grazie a una felice scelta di semplicità e sobrietà dell'intero impianto pittorico. Probabilmente fu anche autore di altri affreschi del convento di San Gerolamo, purtroppo il pessimo stato in cui oggi si presentano rendono assai ardua qualsivoglia interpretazione e attribuzione.
Intorno al 1510 Giovan Francesco dipinge la predella Morte, funerali e seppellimento della Vergine, in cui non si può far meno di notare una certa affinità con i temi del suo maestro, Liberale da Verona, e con la serie di tele Trionfi di Cesare dipinte dal Mantegna.
Le sue Storie dell'infanzia di Cristo, oggi conservate agli Uffizi di Firenze, dipinte su due facciate, furono forse le portelle dell'altare dei Magi della chiesa di San Cosimo a Verona. All'intero dipinse, su un lato Due pastori adoranti e San Giuseppe, mentre sull'altro una Circoncisione. All'esterno, l'opera è completata da una Strage degli Innocenti e da Fuga in Egitto. A proposito di questo lavoro e delle influenze che la cultura emiliana ebbe su di esso il Vasari ebbe a dire:
(Giorgio Vasari, Le vite de' più eccellenti pittori, scultori e architettori)
Secondo lo storico dell’arte Dal Bravo, queste tavole possono essere datate intorno al 1507 o comunque ascrivibili ai primi lavori del pittore, ritenendole dunque propedeutiche ai suoi successivi lavori. Secondo altri, come Fiorio, gli elementi decorativi presenti nella Strage di ispirazione bramantesca impongono una collocazione più tarda, probabilmente intorno al 1511, quando Caroto aveva già soggiornato a Milano e dunque era venuto in contatto con gli ambienti correlati all'opera del Bramante. In pratica, Fiorio pone questo lavoro nel periodo immediatamente precedente a quando Giovan Francesco si stabilirà presso il marchese Guglielmo IX del Monferrato.

### Soggiorno a Casale Monferrato

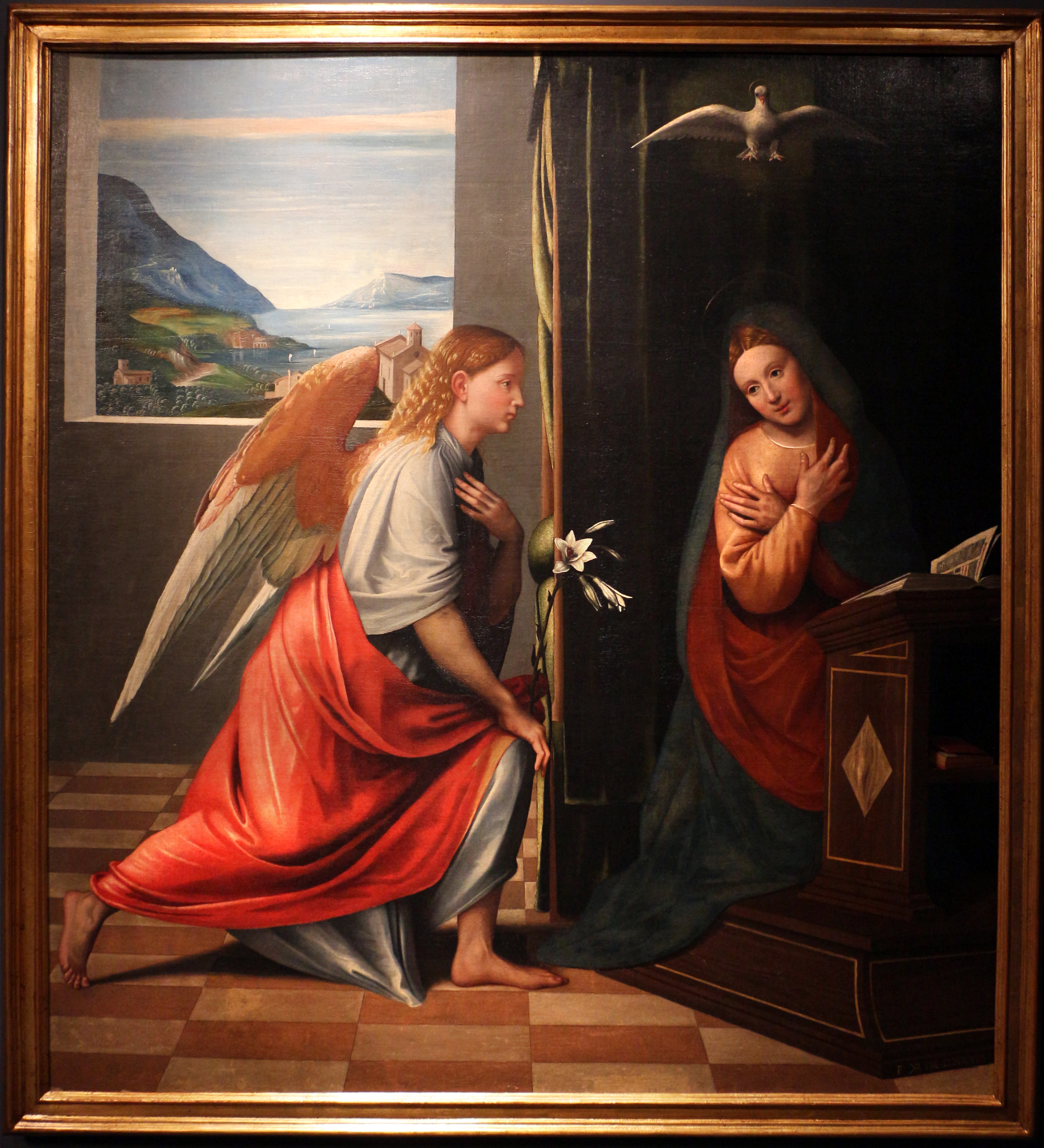
Giovan Francesco Caroto, Annunciazione, 1528, olio su tela, 170×160 cm, collezione privata. Quest'opera, più tarda del primo soggiorno a Casale, ricorda molto lo stile lombardo e in particolar modo la composizione dell'omonimo quadro di Andrea Solari.

La fase intermedia dell'attività pittorica dell'artista veronese va indubbiamente messa in relazione con il suo interesse per la pittura lombarda ed è collegabile con il soggiorno del pittore a Milano, riferitoci dal Vasari. Nell'ambiente cosmopolita di colui che divenne conte di Sesto Calende nel 1514, entrò probabilmente attorno a questa data in contatto con l'arte dei pittori leonardeschi (in particolare di Bernardino Luini e Cesare da Sesto) e dei fiamminghi, da sempre molto in voga nella capitale lombarda. Nei primi anni del Cinquecento Milano era, infatti, considerata un importantissimo centro culturale e artistico. Qui erano attivi artisti come Vincenzo Foppa, Bergognone, Butinone e Bramantino. Attratto da una scena artistica così vivace, Caroto vi si stabilì. Mentre era a Milano, Giovan Francesco fu «chiamato da Guglielino marchese di Monferrato», e quindi dall'anno successivo la sua residenza risulta stabile a Casale ospite del suo mecenate Guglielmo IX, dove si fermerà per almeno i successivi 5 anni.
Poco ci è rimasto dei suoi lavori in terra lombarda; sappiamo che dipinse la cappella ove era solito ascoltare la Messa, la chiesa e il castello di San Domenico, ma di tutto ciò non ne rimane traccia in quanto entrambi gli edifici vennero più volte rimaneggiati nel tempo. Notevoli attenzioni dovette dedicare all'esecuzione dei ritratti delle dame di servizio della marchesa, oltre che a quello del primogenito della casata, come infatti racconta Vasari:
(Giorgio Vasari, Le vite de' più eccellenti pittori, scultori e architettori)
A proposito della sua abilità come ritrattista, sempre Vasari racconta un aneddoto in cui Giovan Francesco gareggia a Milano contro un pittore fiammingo in una gara di pittura che alla fine lo vide perdere solo perché, racconta lo storico aretino, il personaggio da lui scelto non era giovane e bello come quello dipinto dal suo avversario.
Del soggiorno a Casale è giunta, comunque, fino a noi una tela raffigurante una Pietà, datata 1515, oggi facente parte di una collezione privata e considerata una delle opere più significative dell'artista. Nonostante la critica rilevi un decadimento qualitativo del dipinto rispetto alle precedenti opere, in essa si colgono tutte le novità stilistiche con cui il pittore veronese era venuto in contatto in quegli ultimi anni, con non pochi richiami alla pittura fiamminga e allo sfumato leonardesco. Questi influssi si rivedranno più avanti in molte altre opere, in particolare nel suo San Giovanni Evangelista a Patmos, opera collocabile verso la fine del secondo decennio del XVI secolo e oggi conservata alla Galleria nazionale di Praga.
È probabile, ma non certo, che già nel 1518, a seguito della morte di Guglielmo del Monferrato, Caroto abbia fatto ritorno nella sua città natale. Tuttavia, grazie ad alcuni documenti rinvenuti dallo storico dell'arte Alessandro Baudi di Vesme, sappiamo che nel corso successivo della sua vita farà più volte ritorno a Casale, ove vantava la proprietà di alcuni terreni; certamente è documentata la sua presenza in Lombardia nel 1523.

### Rientro a Verona

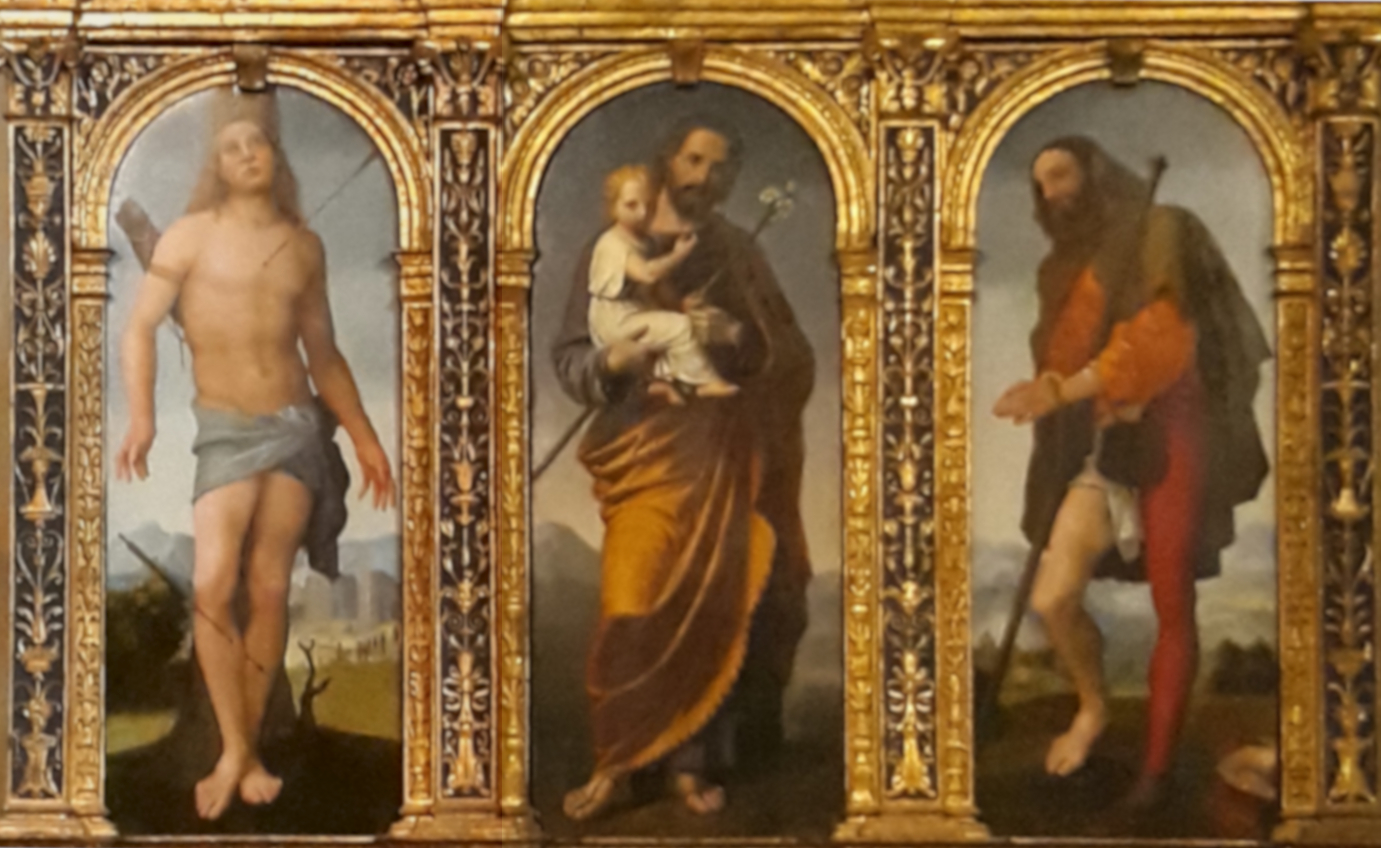
Trittico del Polittico di San Giorgio in Braida, Chiesa di San Giorgio in Braida, Verona. Del Caroto sono il San Sebastiano, a sinistra, olio su tavola, 148×56 cm, il San Rocco, a destra, olio su tavola, 148×56 cm.

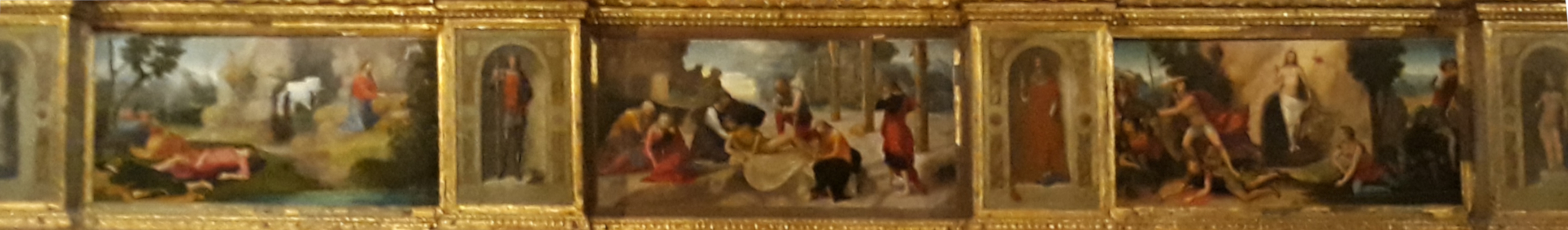
Predella del polittico di cui sopra: Orazione nell'orto olio su tavola, 26×54 cm; Deposizione, olio su tavola, 26×57 cm; Resurrezione, olio su tavola, 26×54 cm. Chiesa di San Giorgio in Braida, Verona. Opera del Caroto.

Ritornato nella sua città natale, «accomodò di maniera le cose sue e del figliuolo, al quale diede moglie, che in poco tempo si trovò esser ricco di più di settemila ducati». Tuttavia, l'agiatezza acquisita non gli fece abbandonare la pittura, «anzi vi attese più che mai, avendo l’animo quieto e non avendo a stillarsi il cervello per guadagnarsi il pane». Una delle prime opere realizzate dopo il suo ritorno a Verona è un polittico per un altare laterale della chiesa di San Giorgio in Braida. Di questo polittico sono suoi il San Rocco, alla sinistra, il San Sebastiano, alla destra, la lunetta con Trasfigurazione e la predella inferiore che comprende Orazione nell'orto, Deposizione e Resurrezione. Gli altri due dipinti che lo decorano sono attribuiti al Brusasorzi e ad Angelo Recchia. In quest'opera Giovan Francesco mette in luce quanto di meglio appreso durante i suoi soggiorni lombardi passati a studiare gli stili leonardeschi, arrivando a realizzare una delle sue opere più elevate dal punto di vista stilistico. Gli sfumati, ottenuti con diverse stesure di velature e colore, conferiscono un'espressione malinconica ai due santi andando a realizzare un «sottile intrico culturale» tra gli stili del Bramantino e del Costa.
In questo periodo è, probabilmente, da collocarsi anche la sua tela raffigurante Santa Caterina d'Alessandria, dipinta per la chiesa di Madonna di Campagna (opera tarda del celebre architetto veronese Michele Sanmicheli) e oggi conservata presso il museo di Castelvecchio. Anche questo dipinto mostra in modo particolare le influenze della pittura lombarda, una caratteristica che continuerà ad alimentarsi a seguito dei suoi frequenti viaggi a Casale. Nello specifico, lo stile si richiama a quello dei pittori seguaci di Raffaello, moltiplicatisi a quel tempo nel milanese dopo il ritorno del Luini da Roma. Inoltre, la postura e l'atteggiamento di Santa Caterina ricordano la Santa Barbara del Boltraffio e la fisionomia dei dipinti di Leonardo da Vinci.

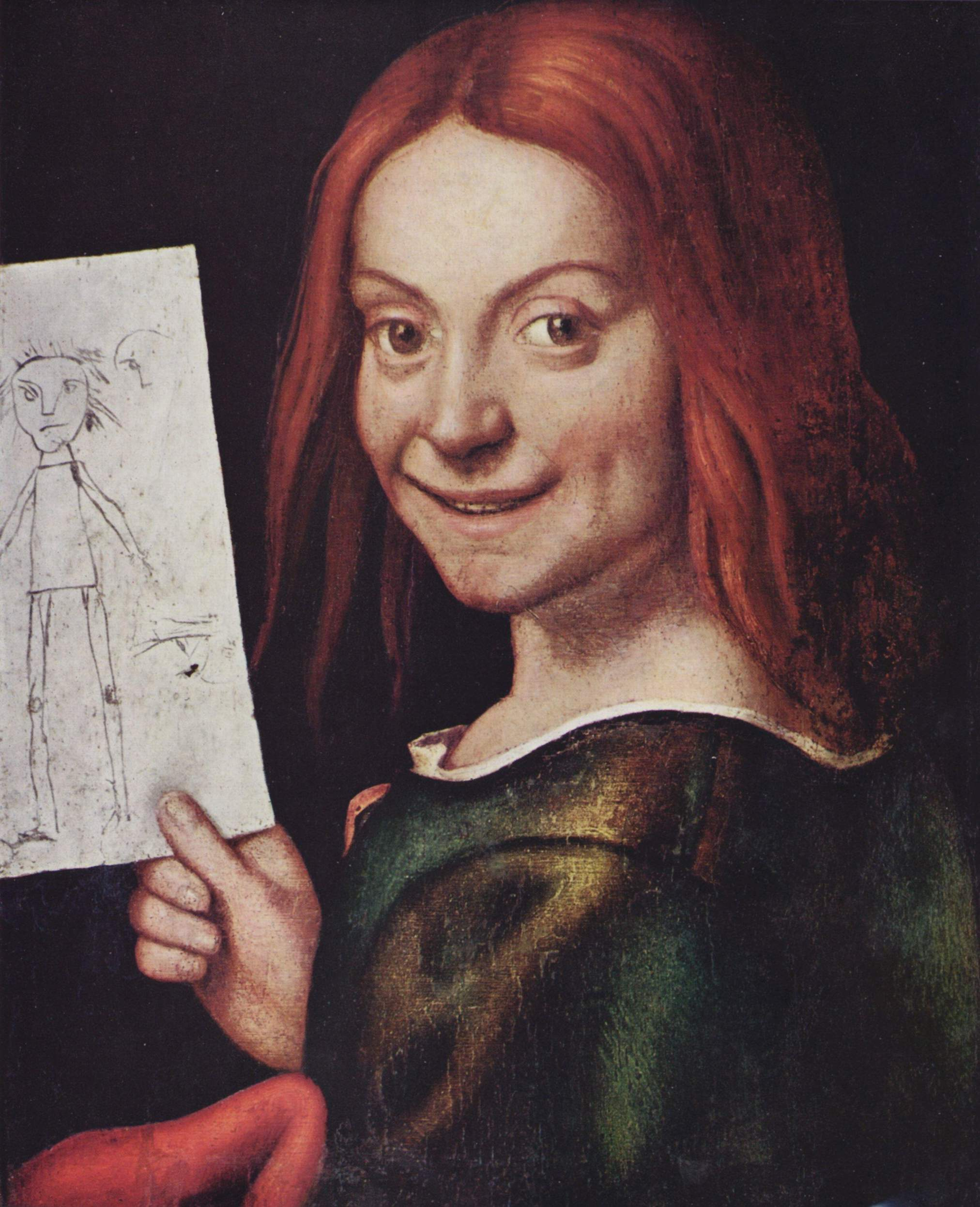
Giovan Francesco Caroto, Fanciullo con disegno, 1523, olio su tavola, 62×48 cm, Verona, museo di Castelvecchio.

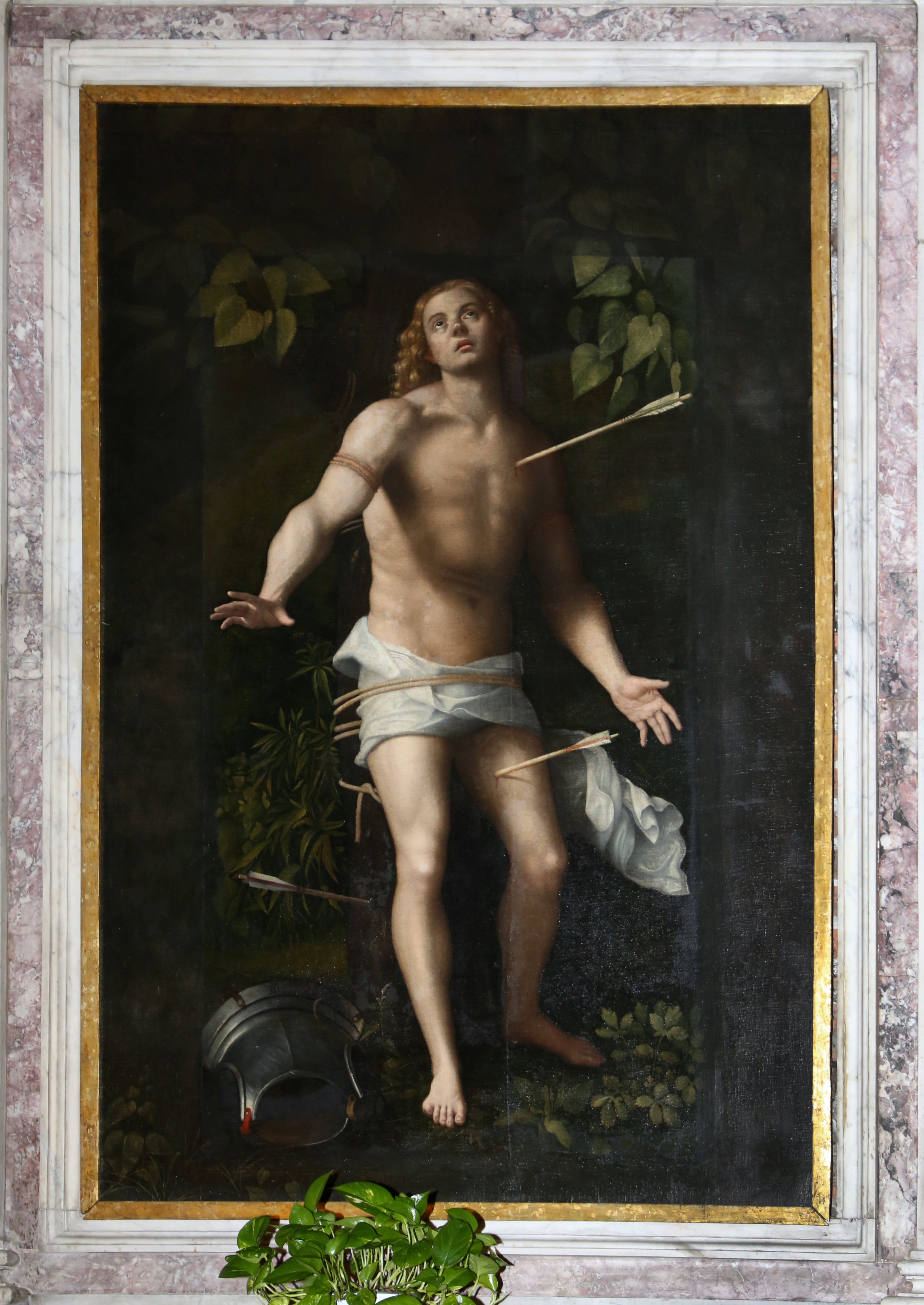
Giovan Francesco Caroto, San Sebastiano, 1523, olio su tela, Casale Monferrato, chiesa di Santo Stefano.

La sua predisposizione alla sperimentazione, al virtuosismo e all'astrazione formale raggiunge il suo apice in una fantasiosa rivisitazione di un lavoro, Puttino che gioca del Luini, che il pittore veronese realizza nella tela Fanciullo con disegno, la sua più celebre opera, oggi conservata presso il museo di Castelvecchio. L'originalità del soggetto, un fanciullo raffigurato mentre si volge allo spettatore ridendo e mostrando un suo infantile disegno, rappresenta quasi un unicum in un'epoca in cui era assai raro rappresentare un bambino come figura autonoma. Inoltre, la modernità dell'idea insita nell'aver messo nelle sue mani un disegno, contribuisce a rendere l'opera ancora più singolare. Vi sono state diverse letture circa la sua possibile datazione; oggi si tende a collocarla prossima alla realizzazione della Santa Caterina, per via di alcuni lineamenti del fanciullo che ricordano quelli della santa. Circa il riconoscimento del soggetto raffigurato, la mancanza di un'identificazione sessuale e di un chiaro riferimento all'appartenenza sociale, escludono che si tratti di un rampollo della nobiltà, facendo piuttosto pensare che sia da ricercare tra i conoscenti più stretti dell'artista o addirittura tra i suoi figli.
Diversi documenti attestano la presenza, intorno al 1523, dell'artista nel Monferrato, presumibilmente recatosi qui per alienare alcuni beni fondiari. È, probabilmente, a questo temporaneo soggiorno che si deve la realizzazione di un San Sebastiano per la chiesa di Santo Stefano. In questo dipinto Giovan Francesco, che si firma sulla corazza del santo gettata a terra, si dimostra particolarmente originale nel linguaggio, riprendendo tuttavia il tema del nudo già trattato nella Pietà. La maestria con cui affronta l'opera lo afferma decisamente tra i pittori rinascimentali: un artista completo e capace di padroneggiare la tecnica del chiaroscuro. Il dipinto trae indubbi suggerimenti dai pittori lombardi, tuttavia sono state notate anche delle relazioni con lo stile del Bramante e del Correggio. Il ritorno a Casale, e quindi il rinnovato contatto con gli artisti lombardi, ha ispirato Caroto un'ulteriore tela, in cui si riscontrano notevoli prestiti dai lavori di Giampietrino, raffigurante una Sofonisba beve il veleno (oggi a Castelvecchio), sebbene sia da notare che la protagonista sia stata talvolta identificata anche con Cleopatra o Artemisia piuttosto che con la regina cartaginese, riconosciuta invece dai più.
Fatto nuovamente ritorno a Verona, nel 1524 realizza un affresco, Dio Padre e le sette Virtù, per il palazzo Portalupi, sottocommissione di Giulio della Torre. A partire da questi anni, il suo stile muterà nuovamente, orientandosi sempre di più verso quelli allora in voga a Roma e che si erano diffusi in Lombardia grazie alla circolazione delle stampe dei lavori di Raffaello e all'abbandono della città eterna da parte di molti artisti a seguito dello storico sacco che flagellò la città. Questo nuovo modo di concepire la pittura da parte di Giovan Francesco, già intravisto nell'affresco appena menzionato, arriverà alla sua massima espressione nella predella di San Bernardino, ora conservata a Bergamo. I continui viaggi di Giovan Francesco contribuirono anche ad importare a Verona numerose contaminazioni stilistiche, influendo su alcuni pittori locali come Francesco Morone e il Torbido.
Nel 1527 realizza le tavole Natività di Maria e Strage degli Innocenti che costituirono, secondo quanto riferisce Vasari, una predella per la chiesa di San Bernardino a Verona e oggi conservate all'Accademia Carrara. Secondo lo storico Dal Bravo, queste due opere sono riconducibili alle «composizioni di Benvenuto Tisi da Garofalo; allo stile lombardo prediletto si sovrappone un gusto orientato verso le composizioni raffaellesche note per le stampe o le mediazioni di artisti emiliani come Ludovico Mazzolino».

### Nuovi influssi da Mantova

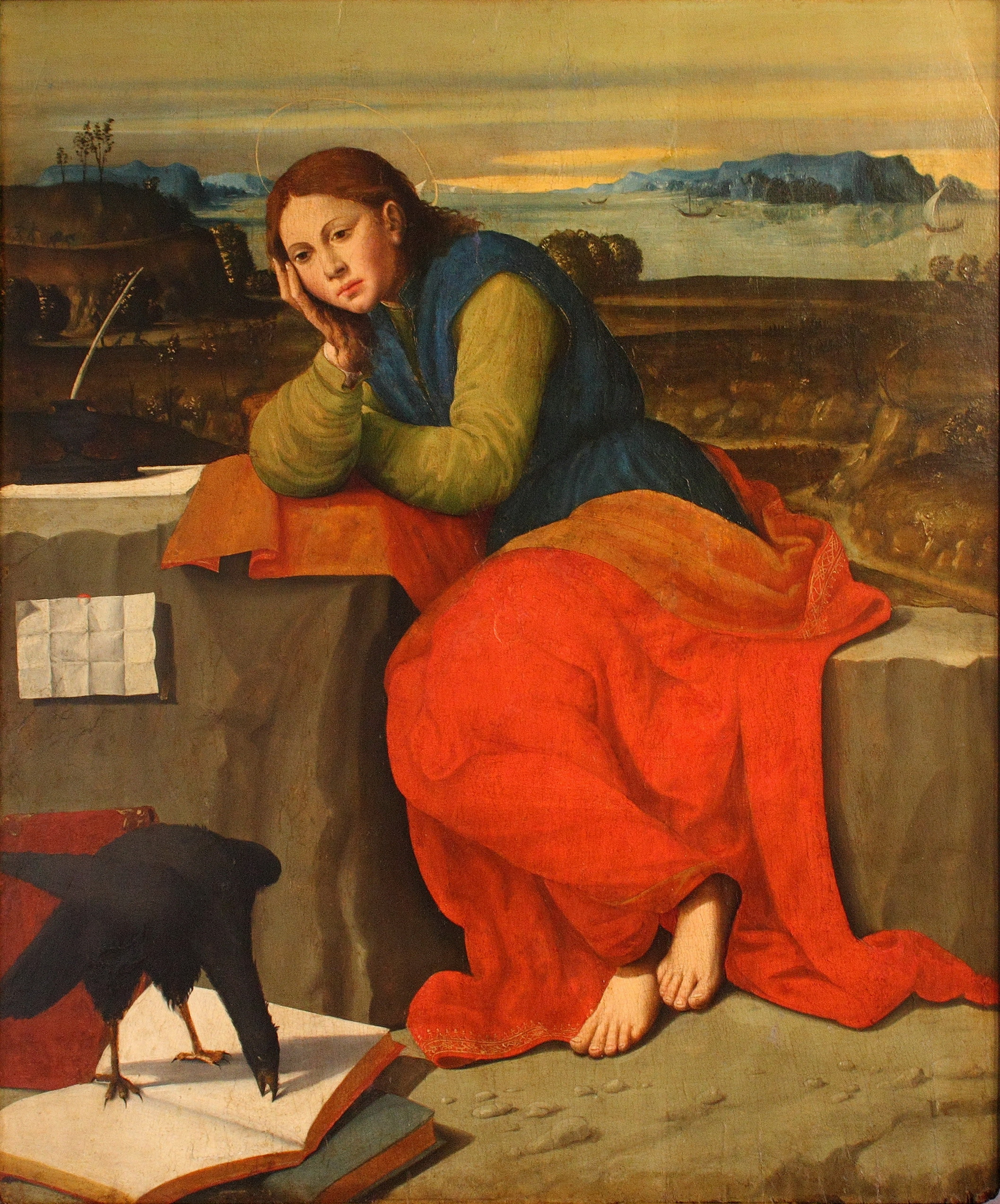
Giovan Francesco Caroto, San Giovanni Evangelista a Patmos, 1528 circa, olio su tavola, 77,8×92 cm, Praga, Národní galerie.

Per quanto riguarda la produzione artistica di Giovan Francesco relativa al terzo decennio del XVI secolo, la critica si è spesso dimostrata particolarmente ingenerosa, sollevando alcuni dubbi riguardo ad un presunto eccesso di versatilità dovuta ai diversi stili che si fondevano insieme nei suoi lavori. Tuttavia, alcuni autori ritengono che queste critiche siano frutto anche di alcune attribuzioni non del tutto corrette di molte opere. In ogni caso, in questo periodo nei suoi dipinti si aggiungono ulteriori prestiti stilistici provenienti dalle opere di Giulio Romano e del Parmigianino. Si ritiene che l'artista veronese sia venuto a nuovamente a contatto con la pittura mantovana per via della sua frequentazione con Margherita Paleologa, figlia di Guglielmo del Monferrato e amica del pittore dai tempi del soggiorno a Casale, che nel frattempo aveva sposato il duca di Mantova Federico II Gonzaga.
Il 1528 fu l'anno in cui Giovan Francesco Caroto godette della maggior ispirazione artistica della sua vita. Di questo periodo vi fu la realizzazione di una delle sue opere più celebri, la pala Maria e i santi per la chiesa di San Fermo Maggiore, un lavoro che si guadagnerà le lodi di Giorgio Vasari e l'apprezzamento di tutti gli storiografi veronesi che lo indicheranno come il suo capolavoro per la ricchezza nei contenuti stilistici, in cui non manca il «consueto senso di arcaismo» tipico del pittore veronese. Lo storico dell'arte Adolfo Venturi rileva che il pittore «attinge in quest'opera a un raffaellismo molto elevato» ricordando molto le soluzioni adottate dal maestro urbinate per la sua Madonna di Foligno, sebbene non arrivando a tali risultati riguardo alla gestione dello spazio. Nello stesso anno realizza un'Annunciazione, a lungo conservata presso villa Costanza a San Pietro in Cariano (e oggi facente parte di una collezione privata, forse negli Stati Uniti), inizialmente dipinta per la chiesa veronese di San Bartolomeo Apostolo. Sempre del 1528 è il già citato San Giovanni Evangelista a Patmos (conservato a Praga, Národní galerie) inizialmente pensato per far parte di una composizione più ampia, opera di alto livello a detta di molti critici. Tra il 1530 e il 1531 firma due Sacra Famiglia, la prima conservata a Milano e la seconda al museo di Castelvecchio di Verona, entrambe attinenti allo stile manieristico con inequivocabili richiami ai modi di Giulio Romano.
Vasari racconta che, all'inizio degli anni trenta del Cinquecento, gli venne offerto di decorare il coro del Duomo di Verona, una commissione di grande prestigio che tuttavia il pittore veronese rifiutò. Secondo il pittore e storico aretino, tale rifiuto si spiega nella voglia di Giovan Francesco di mantenere la propria indipendenza, dal momento che gli affreschi sarebbero dovuti essere eseguiti su disegni di Giulio Romano. Non ci è dato sapere se questo racconto corrisponda alla verità, tuttavia il lavoro fu poi assegnato al Torbido, che vi lavorò a partire dal 1534.

### Ultimo periodo

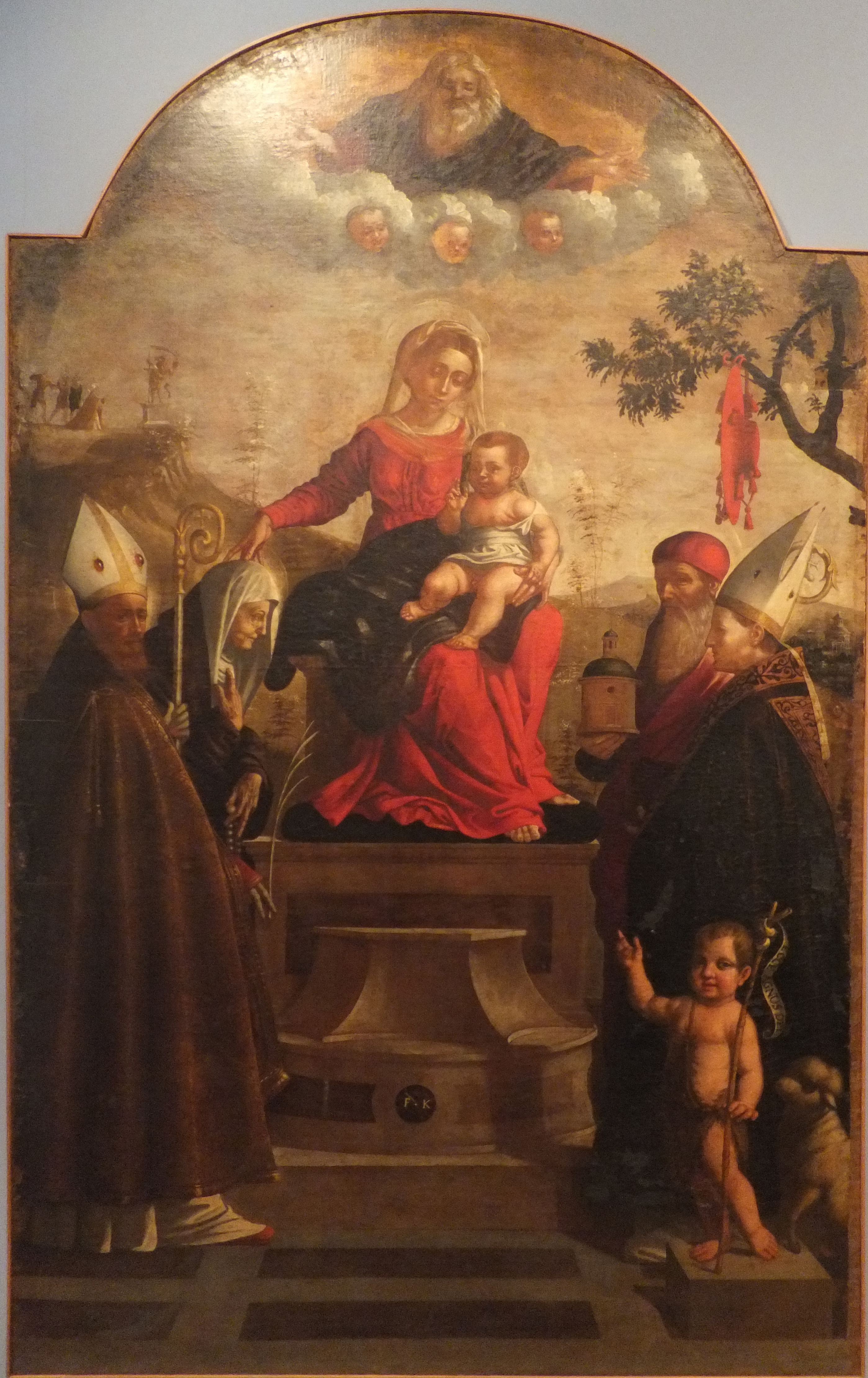
Giovan Francesco Caroto, Madonna in trono e Santi, 1540 circa, olio su tela centinata, 246×136 cm, Trento, Duomo.

Secondo la critica moderna, sono attribuibili a Giovan Francesco Caroto sei paesaggi dipinti sulle spalliere dei banchi della tribuna della chiesa di Santa Maria in Organo risalenti agli anni trenta. Questi, in passato, furono attribuiti al Brusasorzi, ma in seguito correttamente ascritti a Caroto in seguito a un'analisi effettuata da Antonio Avena, successivamente confermata dalla firma del pittore veronese ritrovata durante un restauro.
Sempre di questi anni, la Resurrezione di Lazzaro, oggi conservata al palazzo del Vescovado di Verona e firmata con monogramma e datata 1531, è un'interessante opera in cui Giovan Francesco offre una splendida vista della città natale, posta sullo sfondo, in cui è chiaramente riconoscibile il ponte di Castelvecchio illuminato dal tramonto. Il ricorso a un fondale così ricco e raffigurante paesaggi reali locali, riavvicina Giovan Francesco alla scuola veronese di pittura e allo stile del fratello Giovanni Caroto, quest'ultimo certamente più aderente alla tradizione veronese.

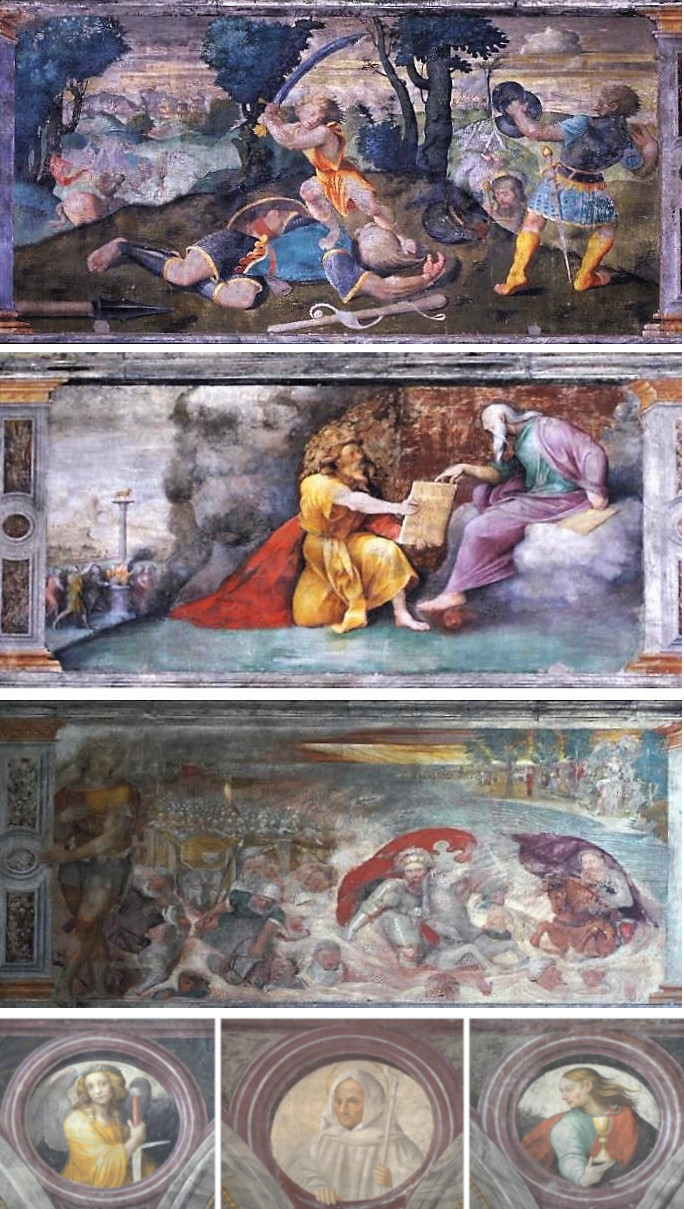
Alcuni affreschi del ciclo Storie del Vecchio Testamento, risalenti al 1540 circa, realizzati da Caroto per il lato settentrionale della navata centrale della chiesa di Santa Maria in Organo a Verona. Dall'alto in basso: Davide e Golia, Mosè riceve le tavole, passaggio del Mar Rosso. In basso, i tondi: San Michele Arcangelo, Monaco Olivetano, San Giovanni Evangelista.

Il terzo decennio del Cinquecento fu, per Giovan Francesco, un periodo di grande impegno che si tradusse in opere di pregio che coniugano «gli influssi della cultura romana con nuovi accenti personali». Uno degli esempi più esplicativi di questo periodo, nonostante vi siano stati in passato alcuni dubbi sulla sua attribuzione, è un ciclo di affreschi dipinto sulla parete settentrionale della navata centrale della chiesa di Santa Maria in Organo, antistanti a quelli dipinti dal Giolfino. Questo ciclo comprende quattro scene bibliche, Storie del Vecchio Testamento, separate da finti pilastri con architrave e raffiguranti nello specifico il Passaggio del Mar Rosso, la Consegna delle tavole a Mosè, un David e Golia e Elia rapita in cielo. Queste scene sono, poi, completate da quattro tondi raffiguranti due Olivetani, San Michele Arcangelo e San Giovanni Evangelista. Questi affreschi rappresentano una prova di vivace qualità del pittore veronese in cui attinge a piene mani dallo stile e dai modelli di Giulio Romano.
Riguardo alla raffigurazione dei due olivetani negli affreschi di Santa Maria in Organo c'è da aggiungere che, sia Giovan Francesco che il fratello Giovanni, eseguirono almeno altri tre ritratti di monaci benedettini durante la loro vita. Ciò fa supporre che i due fratelli vantassero solidi contatti, seppur non documentati, con il clero regolare che a quel tempo risiedeva nel monastero dei Santi Nazaro e Celso a Verona. Tra queste opere, di Giovan Francesco è conservata al museo di Castelvecchio una tela, Giovane monaco benedettino, che, viste le assomiglianze con la sua Sofonisba, viene generalmente attribuita ad una produzione relativamente giovanile, seppur con alcune riserve di parte della critica.
Alcuni storici dell'arte tendono ad attribuire a Giovan Francesco anche un ciclo di affreschi, Storie dell'Apocalisse, che decorano villa Del Bene a Volargne (comune di Dolcè), realizzati in collaborazione con il fratello e al giovane Domenico Brusasorzi. Tuttavia, la non eccelsa qualità dell'opera inducono alcuni dubbi su tale attribuzione. È probabile che il contributo di Giovan Francesco sia alquanto marginale e che la datazione sia riferibile agli ultimi anni di vita del pittore, quando la sua produzione si era oramai fatta qualitativamente più debole.
Le sue ultime opere di valore, le pale d'altare Sposalizio di Santa Caterina (1540 per la chiesa di Santa Caterina Martire a Bionde di Salizzole), Sant'Orsola e le undicimila vergini (1545 per la chiesa di San Giorgio in Braida) e San Martino e il Povero (per la chiesa di Santa Anastasia), appaiono ormai fredde e superficiali e sanciscono la fine della produzione pittorica del Caroto. A tal proposito, Vasari ebbe a dire: «fatto vecchio cominciò a ire perdendo nelle cose dell'arte».
Il 29 aprile del 1555 redige il suo testamento in cui si dice che è «adversa corporis valetudine oppressus» e dunque si può intuire che sia morto poco dopo, certamente nello stesso anno. Sempre secondo Vasari, il pittore veronese venne sepolto nella «cappella di San Nicolò della Madonna dell'Organo che egli aveva delle sue pitture adornata», ove riposa anche sua fratello Giovanni. Di queste pitture, oggi rimangono solo le già citate quattro scene dell'antico testamento affrescate sul lato sinistro della navata centrale.

## Stile
Lo stile di Giovan Francesco Caroto è stato da molti definito come "eclettico", caratterizzato dalle numerose influenze susseguitesi di pari passo con i vari viaggi intrapresi dal pittore nel corso della sua vita. Nelle sue opere giovanili mise principalmente in evidenza la sua adesione alla maniera di Liberale da Verona e soprattutto a quella del celebre pittore mantovano Andrea Mantegna. Per quanto riguarda la fase matura della sua produzione artistica, si vuole circoscriverla al periodo che va pressappoco dall'inizio del suo soggiorno a Casale Monferrato (intorno al 1511) al 1530 circa, quando arrivò al suo momento di maggior ispirazione. Durante la sua presenza in Lombardia poté beneficiare di un ambiente assai cosmopolita in cui ricevette influenze dallo stile di Bramantino, dei leonardeschi, del Luini, del Solari e di molti altri, senza dimenticare la contaminazione che ebbe da parte dell'arte fiamminga. L'intensa e felice produzione del biennio 1528-30 coincise con l'apice della carriera di Giovan Francesco mentre la fase successiva, che durò fino alla sua scompara, appare più povera sia quantitativamente che qualitativamente, risultando infatti priva della costante rielaborazione di idee nuove che invece fu presente in tutte le sue precedenti opere.

## Opere

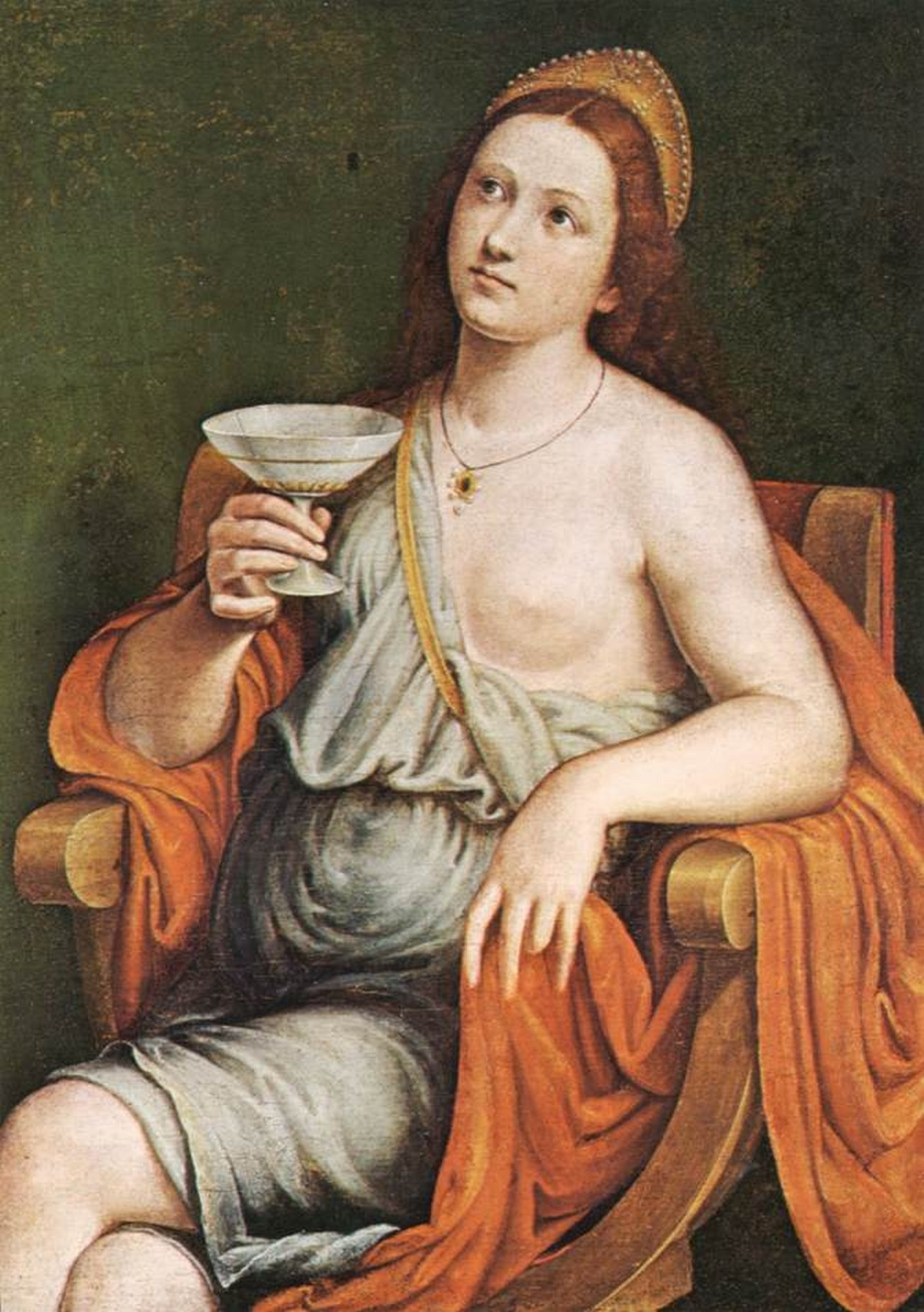
Giovan Francesco Caroto, Sofonisba beve il veleno, olio su tela, 94×66 cm, Verona, museo di Castelvecchio.

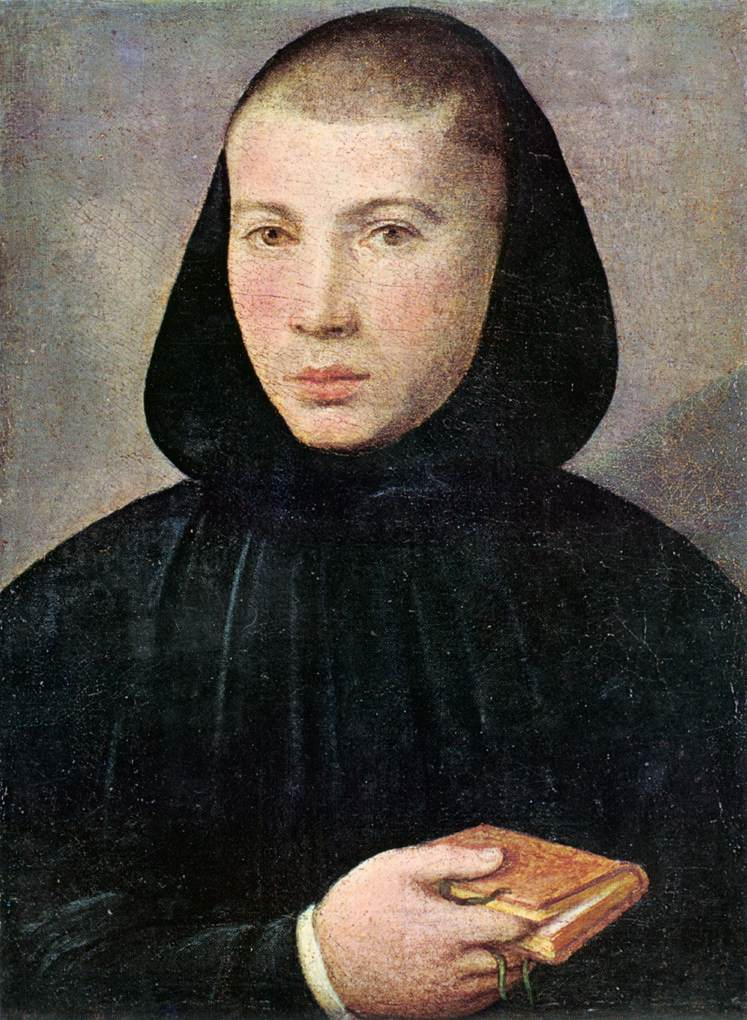
Giovan Francesco Caroto, Giovane monaco benedettino, olio su tela, 43×33 cm, museo di Castelvecchio, Verona.

Segue un elenco delle principali opere di Giovan Francesco Caroto:
- Annunciazione, 1508, affresco sull'arco trionfale, Verona, oratorio di San Gerolamo.
- Annunciazione, 1528, olio su tela, 170×160 cm, collezione privata (già villa Costanza a San Pietro in Cariano).
- Dio Padre e le sette virtù, 1524, affresco, Verona, palazzo Persico Portalupi.
- Fanciullo con disegno, 1523, olio su tavola, 62×48 cm, Verona, museo di Castelvecchio.
- Giovane monaco benedettino, olio su tela, 43×33 cm, Verona, museo di Castelvecchio.
- Lavanda dei piedi, fine anni 1530, Verona, museo di Castelvecchio
- Lucrezia, 1513 circa, olio su tela, Berlino, Staatliche Museen (distrutta durante la seconda guerra mondiale).
- Madonna col Bambino, olio su tela, cm 53,8 x 67,8 cm, Pavia, musei civici[60].
- Madonna col Bambino, 1523-1524, olio su tavola, 56×43 cm, Francoforte, Städelsches Kunstinstitut.
- Madonna col Bambino in un paesaggio, 1540 circa, olio su tela, 54×68 cm, Pavia, pinacoteca Malaspina.
- Madonna col Bambino in gloria e Santi, 1528, olio su tela, 325×220 cm, Verona, chiesa di San Fermo Maggiore.
- Madonna cucitrice, 1501, olio su tavola, 48×39 cm, Modena, Galleria Estense.
- Lucifero scacciato, olio su tela, 98×113 cm, Verona, museo di Castelvecchio.
- Madonna in trono e santi, 1540 circa, olio su tela centinata, 246×136 cm, Trento, Duomo.
- Natività di Maria, 1532 circa, olio su tela, 72,5×61 cm, Sibiu, museo nazionale Brukenthal.
- Pietà, 1515, olio su tavola, 90×146 cm, Torino, collezione Fontana.
- Pietà della lacrima, olio su tela, 129×98 cm, Verona, museo di Castelvecchio.
- Polittico di San Giorgio in Braida: San Sebastiano, olio su tavola, 148×56 cm; San Rocco, olio su tavola, 148×56 cm; lunetta con la Trasfigurazione, olio su tavola, 75×220 cm. Predella: Orazione nell'orto olio su tavola, 26×54 cm; Deposizione, olio su tavola, 26×57 cm; Resurrezione, olio su tavola, 26×54 cm. Chiesa di San Giorgio in Braida, Verona.
- Resurrezione di Lazzaro, 1531, olio su tela, 140×110 cm, Verona, palazzo del Vescovado.
- Sacra Famiglia, 1531, olio su tela, 125×90 cm, Verona, museo di Castelvecchio.
- San Giovanni Evangelista a Patmos, 1528, olio su tavola, 77,8×92 cm, Praga, Národní galerie.
- San Martino e il povero, 1542, olio su tela centinata, 278×186 cm, Verona, basilica di Santa Anastasia.
- San Michele, 1531 circa, olio su tela, 86×127,5 cm, Budapest, museo di Belle Arti.
- San Sebastiano, 1523, Casale Monferrato, chiesa di Santo Stefano.
- Santa Caterina d'Alessandria, olio su tela, 180×85, Verona, museo di Castelvecchio.
- Sant'Orsola e le undicimila vergini, 1545, olio su tela, Verona, chiesa di San Giorgio in Braida.
- Sofonisba beve il veleno, olio su tela, 94×66 cm, Verona, museo di Castelvecchio.
- Storie bibliche, 1540 circa, affresco, Verona, chiesa di Santa Maria in Organo.
- Storie dell'infanzia di Cristo, 1507 circa, olio su tavole, 165×109 cm ciascuna, Firenze, Galleria degli Uffizi.
- Storie di Tobiolo e Storie dell'Arcangelo Raffaele, 1508, ciclo di affreschi, Verona, chiesa di Sant'Eufemia
- Strage degli Innocenti, 1527, olio su tavola, 32×63 cm, Bergamo, Accademia Carrara.
- Natività di Maria, 1527, olio su tavola 31,8x63,3 cm, Bergamo, Accademia Carrara.
- Adorazione dei Magi, 1527, olio su tavola, 32,3x63,2 cm, Bergamo, Accademia Carrara.

### Opere attribuite
- Ecce Homo fra i santi Bernardino, Francesco, Antonio e Chiara, 1520 circa, olio su tela, 207×205 cm, Verona, museo di Castelvecchio.[61]
- Didone abbandonata, 1505-1510, olio su tavola, 128×119, Amsterdam.[62]
- Sangue del Redentore e i santi Maurizio e Sebastiano, 1506-1508, Redondesco, chiesa parrocchiale di San Maurizio martire.[63][64]
- Santi Michele, Cosma, Damiano, 1506 circa, olio su tela, 210×147 cm, Mantova, chiesa della Carità.[65]
- Sibilla, 1540 circa, olio su tela, 73×63 cm, Mantova, Palazzo Ducale.[64]

### Esplicative
1. ↑  Vasari scrive: «...dopo avere apparato i primi principii delle lettere, essendo inclinato alla pittura, levatosi dagli studii della grammatica, si pose a imparare la pittura con Liberale veronese, promettendogli ristorarlo delle sue fatiche. Così giovinetto, dunque, attese Giovanfrancesco con tanto amore e diligenza al disegno, che con esso e col colorito fu nei primi anni di grande aiuto a Liberale». Giorgio Vasari, Le vite de' più eccellenti pittori, scultori e architettori.
2. ↑  Vasari scrive: «Dopo aver servito il Visconte, essendo Giovanfrancesco chiamato da Guglielmo, Marchese di Monferrato, andò volentieri a servirlo essendo di ciò molto pregato dal Visconte, e così arivato gli fu assegnata bonissima provisione». Giorgio Vasari, Le vite de' più eccellenti pittori, scultori e architettori.
3. ↑  Vasari racconta: «Lavorò poi per le camere di quel castello molte cose che gli acquistarono grandissima fama. E dipinse in San Domenico, per ordine di detto marchese, tutta la capella maggiore, per ornamento d’una sepoltura dove dovea essere posto». Giorgio Vasari, Le vite de' più eccellenti pittori, scultori e architettori.
4. ↑  Il San Giuseppe al centro è del pittore ottocentesco Angelo Recchia. In Brugnoli, 1954, p. 29.
5. ↑  Inizialmente Antonio Avena datò questi paesaggi al primo decennio del 1500, dunque ai primi anni della carriera del Caroto. Grazie al confronto con alcune soluzione stilistiche adottate dal pittore nel corso della sua carriera e allo studio di alcuni documenti di inventario rinvenuti negli archivi della chiesa di Santa Maria in Organo, Maria Teresa Franco Fiorio attribuisce l'opera nella produzione più tarda del Caroto, intorno ai primi anni del 1530. In Fiorio, 1971, p. 61.
6. ↑  Infatti Giovan Francesco Caroto non viene menzionato né nell'anagrafe dell'anno 1556 né nell'estimo del 1558. In Fiorio, 1971, p. 23.

### Bibliografiche
1. ↑  Marchiori, 1974, p. 161.
2. ↑  Fiorio, 1971, p. 17.
3. ↑  Fiorio, 1971, p. 18.
4. 1 2  Marchiori, 1974, p. 162.
5. ↑  Fiorio, 1971, pp. 18-19, 26-27.
6. 1 2 3 4 5 6 7 8   Caroto, Giovanni Francesco, in Dizionario biografico degli italiani, Roma, Istituto dell'Enciclopedia Italiana.
7. ↑  Fiorio, 1971, p. 81.
8. ↑  Fiorio, 1971, p. 29.
9. 1 2  Simeoni, 1904, p. 66.
10. ↑  Fiorio, 1971, pp. 19-20.
11. ↑  Fiorio, 1971, p. 19.
12. 1 2  Fiorio, 1971, p. 20.
13. 1 2  Fiorio, 1971, p. 31.
14. ↑  Fiorio, 1971, pp. 29-30.
15. ↑  Zanolli Gemi, 1992, p. 46.
16. ↑  Fiorio, 1971, p. 98.
17. ↑  Fiorio, 1971, p. 32.
18. ↑  Fiorio, 1971, p. 33.
19. ↑  Fiorio, 1971, pp. 33-34.
20. 1 2  Fiorio, 1971, p. 34.
21. ↑  Fiorio, 1971, p. 35.
22. ↑  Fiorio, 1971, p. 37.
23. ↑  Fiorio, 1971, pp. 38-39.
24. 1 2  Fiorio, 1971, p. 22.
25. 1 2  Vasari, p. 253.
26. 1 2 3  Marini, Peretti, Rossi, 2010, pp. 393-395.
27. 1 2  Fiorio, 1971, p. 40.
28. ↑  Marchiori, 1974, p. 164.
29. ↑  Fiorio, 1971, p. 43.
30. 1 2  Viviani, 2002, p. 156.
31. ↑  Marini, Peretti, Rossi, 2010, pp. 399-400.
32. ↑  Fiorio, 1971, p. 47.
33. ↑  Fiorio, 1971, p. 48.
34. ↑  Fiorio, 1971, pp. 49-50.
35. ↑  Marini, Peretti, Rossi, 2010, pp. 397-399.
36. ↑  Fiorio, 1971, p. 51.
37. ↑  Fiorio, 1971, pp. 52-53.
38. ↑  Del Bravo, 1964, p. II.
39. ↑  Fiorio, 1971, p. 52.
40. ↑  Fiorio, 1971, p. 59.
41. ↑  Viviani, 2002, p. 143.
42. ↑  Fiorio, 1971, p. 55.
43. ↑  Fiorio, 1971, p. 87.
44. ↑  Fiorio, 1971, p. 60.
45. ↑  Fiorio, 1971, p. 61.
46. ↑  Fiorio, 1971, p. 63.
47. ↑  Marchiori, 1974, p. 174.
48. ↑  Marchiori, 1974, p. 63.
49. ↑  Marchiori, 1974, pp. 64-65.
50. ↑  Viviani, 2002, p. 220.
51. ↑  Marini, Peretti, Rossi, 2010, pp. 408-409.
52. ↑  Marchiori, 1974, p. 179.
53. ↑  Fiorio, 1971, p. 109.
54. ↑  Fiorio, 1971, pp. 65-66.
55. ↑  Fiorio, 1971, p. 65.
56. ↑  Zannandreis, 1891, pp. 66-69.
57. ↑  Fiorio, 1971, p. 23.
58. ↑  Fiorio, 1971, pp. 37, 65-66, 109.
59. ↑  Fiorio, 1971, pp. 78-104.
60. ↑   La pinacoteca Malaspina, su malaspina.museicivici.pavia.it. URL consultato il 28 settembre 2020 (archiviato dall'url originale il 13 febbraio 2021).
61. ↑  Fiorio, 1971, p. 108.
62. ↑  Fiorio, 1971, p. 105.
63. ↑  Mauro Lucco (a cura di), Mantegna a Mantova 1460-1506, catalogo della mostra, Skira Milano, 2006.
64. 1 2  Fiorio, 1971, p. 107.
65. ↑  Fiorio, 1971, p. 106.